# پورتال جغرافیایی ایران
پورتال جغرافیایی ایران معروف به ایر ژئو یا آی آر ژئو از سال ۱۳۸۴ هجری شمسی فعالیت خود را با خبررسانی دربارهٔ تحولات و مسائل جغرافیایی سمینارها و ... آغاز کرد و به مرور بخش دانلودها و انجمن‌ها به آن اضافه گردید و دامنه فعالیت خود را به مسائل محیط زیستی و محیطی گسترش داد و در حال حاضر یکی از پرطرفدارترین و پر بازدیدترین سایتهای علمی کشور به شمار می‌رود که ضمن داشتن محتوی علمی مخاطبان عمومی بسیاری را به خود جلب کرده است.

## بخش‌های متنوع
در حال حاضر این پورتال از بخش‌های متنوع زیر تشکیل شده است:
جغرافیای انسانی
جغرافیای طبیعی
محیط زیست
جی آی اس
اخبار
منابع تحصیلات تکمیلی
همچنین از بخشهای دیگری نظیر:
مرکز دانلودها، بخش اساتید و انجمن‌ها یا تالار گفتگو تشکیل شده است.